# Dómkirkja

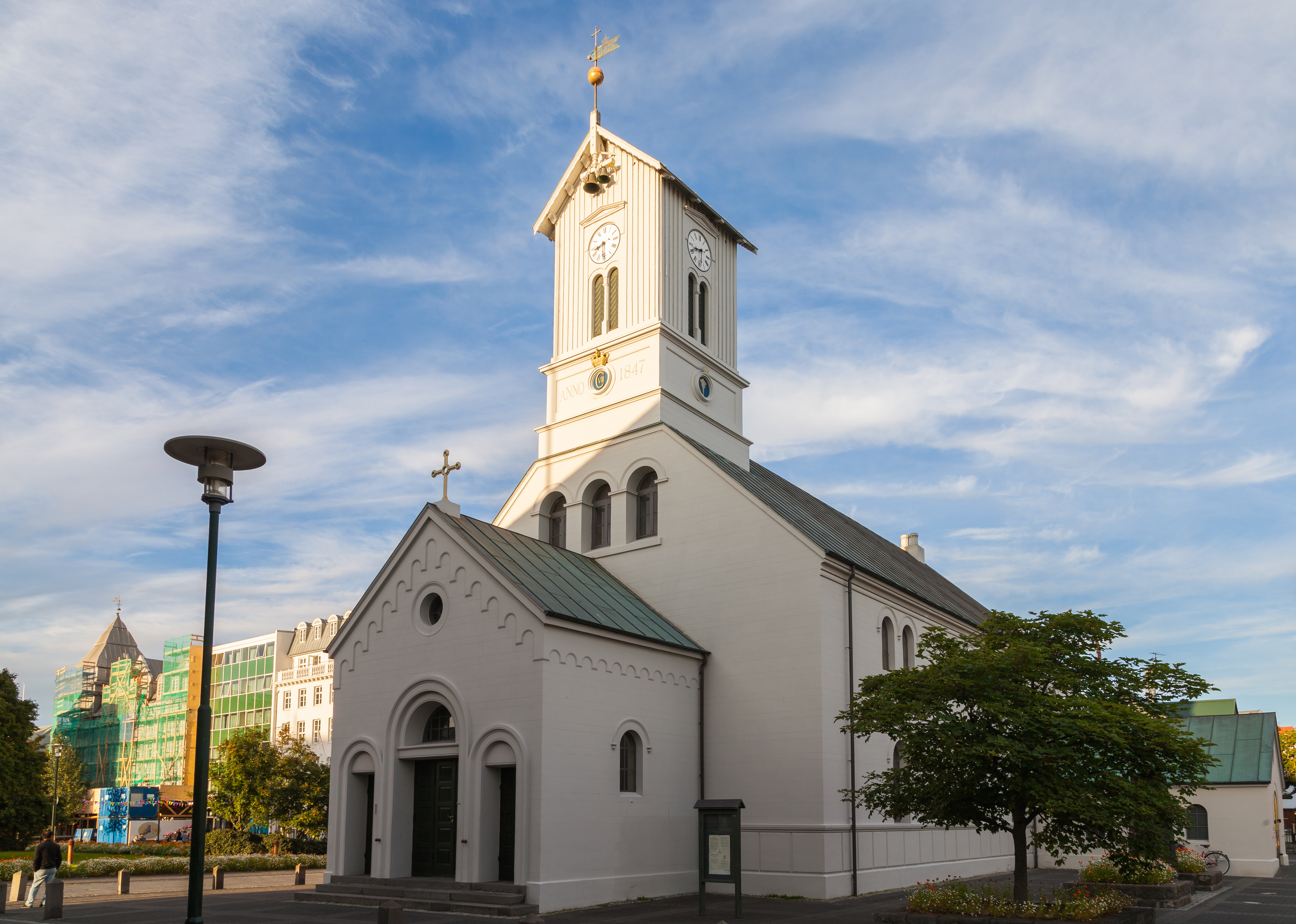
Dómkirkja, Reykjavík

Der Dom von Reykjavík (isl. Dómkirkja) liegt direkt neben dem Parlamentsgebäude am Platz Austurvöllur im Zentrum der Altstadt der isländischen Hauptstadt und ist Sitz des evangelisch-lutherischen Bischofs der Isländischen Staatskirche sowie Pfarrkirche der Innenstadtgemeinde. Im Dom finden sowohl der Eröffnungsgottesdienst des isländischen Parlamentes als auch die Feiern nach der Präsidentenwahl und bei Bischofsernennungen statt.

## Geschichte
Der Vorgängerbau der jetzigen Domkirche wurde in den Jahren 1787 bis 1796 erbaut, in der Nähe der Stelle der alten Kirche, die in der Adalstræti war. Erst kurz vorher war der Bischofssitz von Skálholt nach Reykjavík verlegt worden und die Kirche sollte die Domkirche der beiden Bischofssitze Hólar und Skálholt werden. 1796 wurde die Kirche geweiht. Damals passten noch alle Bewohner der Stadt in die Kirche.
Die Kirche wurde nach Zeichnungen des königlichen Baumeisters (und bekannten Landhausarchitekten) Andreas Kirkerup erbaut. Jedoch dürfte der Bau gewisse Schwächen aufgewiesen haben, denn er wurde abgerissen und durch den jetzigen größeren Kirchenbau ersetzt, bei dem auch der steigenden Bevölkerungsentwicklung Rechnung getragen wurde.

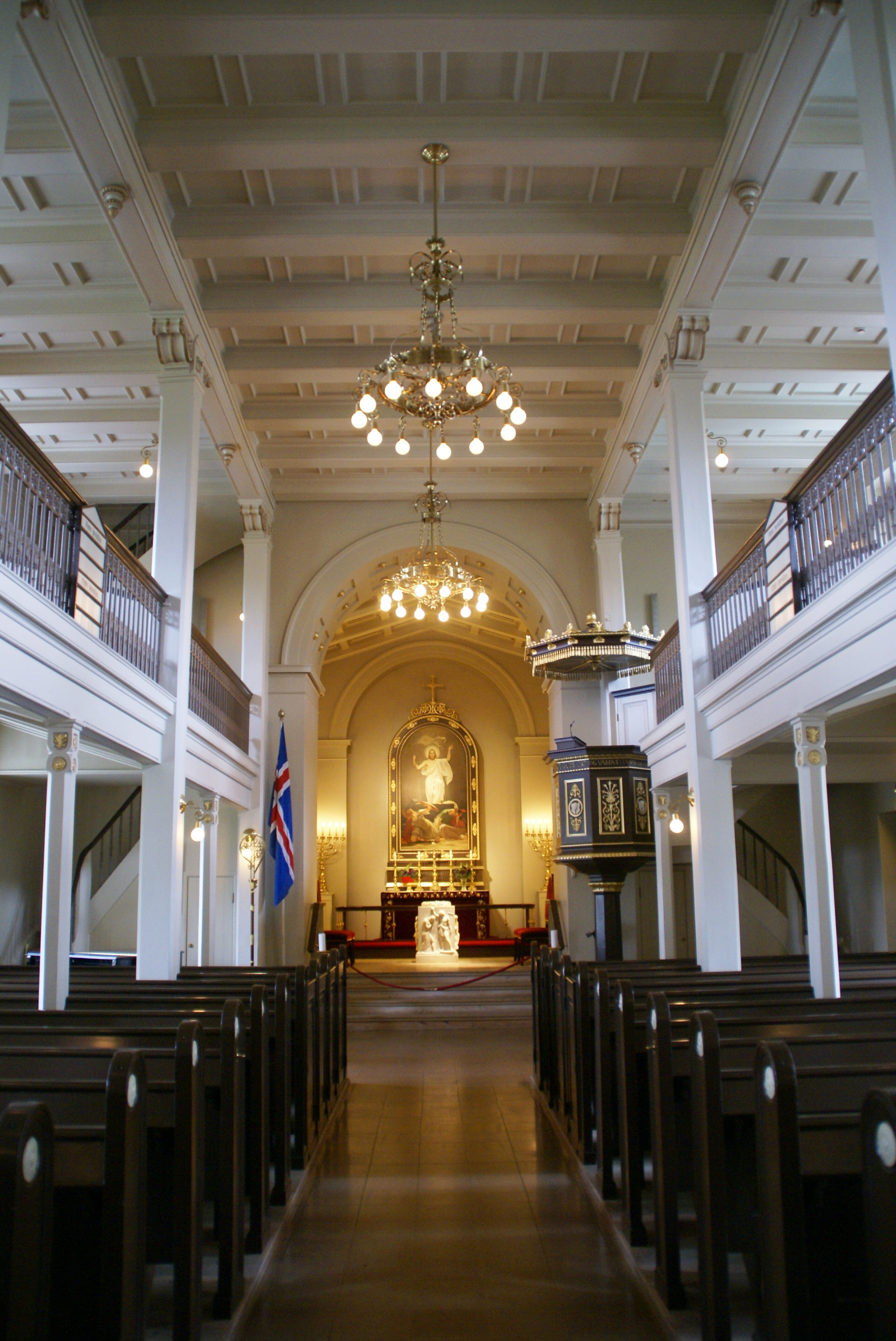
Das Innere der Domkirche

Die heutige Domkirche wurde durch den Architekten Laurits Albert Winstrup im neuklassischen Stil geplant und 1847 fertiggestellt. Renovierungen fanden 1879 und 1914 statt. Der Architekt Thorsteinn Gunnarsson leitete die beiden letzten Renovierungen in den Jahren 1985 und von 1999 bis 2001.

## Beschreibung
Das Altargemälde stellt den Auferstandenen, der das Grab bezwingt, dar. Es ist ein Werk des königlichen Malers in Kopenhagen Gustav Theodor Wegener aus dem Jahr 1847 und diente als Vorbild für weitere Kunstwerke.
Die Silberverzierungen am Altartisch stammen vom Silberschmied Halldór Kristinsson aus den Jahren 1956 und 1958.
Der Taufstein wurde von Bertel Thorvaldsen geschaffen und gilt als Kunstwerk. Es wurde 1827 in Rom geschaffen und kam 1839 in die Domkirche. Es zeigt vorne die Taufe Jesu durch Johannes, auf der einen Seite die beiden als Kinder mit Maria, auf der anderen Seite Jesus, der die Kinder segnet. Auf der Rückseite steht die Widmung (lateinisch): „In Rom gemacht, Island, dem Heimatland gegeben, von Herzen. Albert Thorvaldsen.“
Die Kanzel im neu-barocken Stil ist ein Kunstwerk vom Architekten der Kirche, Winstrup, der auch den Rahmen des Altargemäldes geschaffen hat.
Der silberne Kelch und die Patene wurden 1784 von Sigurdur Thorsteinsson in Kopenhagen geschaffen und sind eine Spende des Kaufmanns J. C. Sunckenberg. Das Kruzifix und die Kerzenleuchter spendete Pfarrer Jón Auduns, die Bibel wurde von Jurist und Kirchenvorstand Benedikt Blöndal gestiftet.
Im Dachreiterturm befinden sich zwei historische Bronzeglocken, welche elektronisch freischwingend geläutet werden können. Ihre Schlagtonfolge ist in etwa g2 - a2.

## Orgel
Die Orgel wurde in Berlin von Karl Schuke gebaut und 1985 geweiht. Sie verfügt über 31 Register und auf drei Manualen und Pedal. Die Disposition entwarf der Domorganist Marteinn H. Fridriksson, den Prospekt zeichnete der Architekt Thorsteinn Gunnarsson.
Disposition
| I Hauptwerk C–g3 |       |
| Bordun           | 16′   |
| Principal        | 8′    |
| Rohrflöte        | 8′    |
| Oktave           | 4′    |
| Spitzflöte       | 4′    |
| Nasard           | 2 ⁄3′ |
| Oktave           | 2′    |
| Mixtur V         |       |
| Trompete         | 8′    |

| II Schwellwerk C–g3 |     |
| Gedackt             | 8′  |
| Salicional          | 8′  |
| Principal           | 4′  |
| Blockflöte          | 4′  |
| Flachflöte          | 2′  |
| Siffflöte           | 1′  |
| Sesquialtera II     |     |
| Mixtur IV           |     |
| Dulcian             | 16′ |
| Oboe                | 8′  |
| Schweller           |     |
| Tremulant           |     |

| III Positiv C–g3 |       |
| Holzgedackt      | 8′    |
| Rohrflöte        | 4′    |
| Principal        | 2′    |
| Quinte           | 1 ⁄3′ |
| Scharff III      |       |
| Krummhorn        | 8′    |
| Zimbelstern      |       |
| Tremulant        |       |

| Pedal C–f1     |     |
| Subbass        | 16′ |
| Bordun         | 16′ |
| Principal      | 8′  |
| Bassflöte      | 8′  |
| Hohlflöte      | 4′  |
| Hintersatz III |     |
| Fagott         | 16′ |
| Trompete       | 8′  |

- Koppeln: II/I, III/I, I/P, III/P

## Fotogalerie

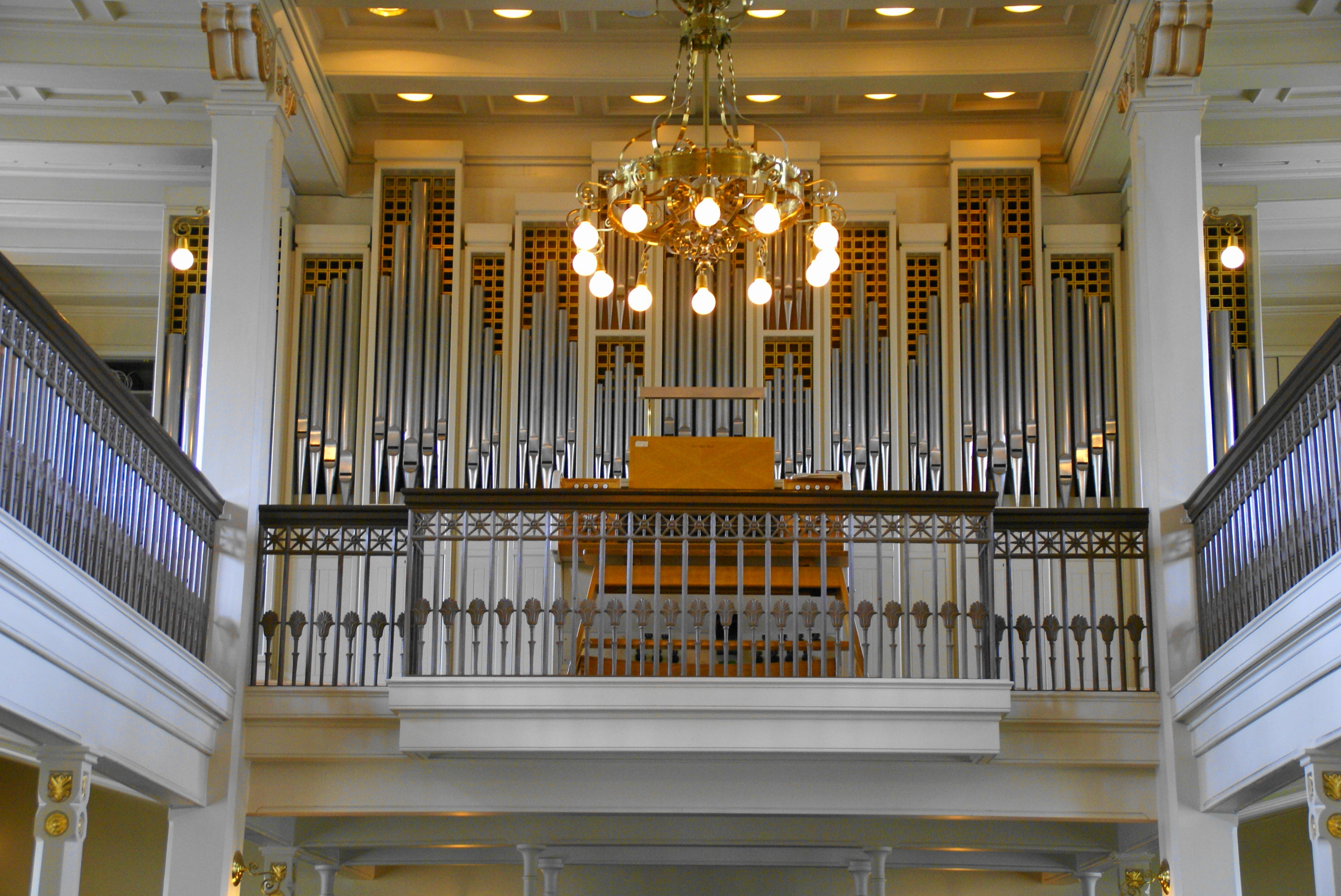
Die Orgel
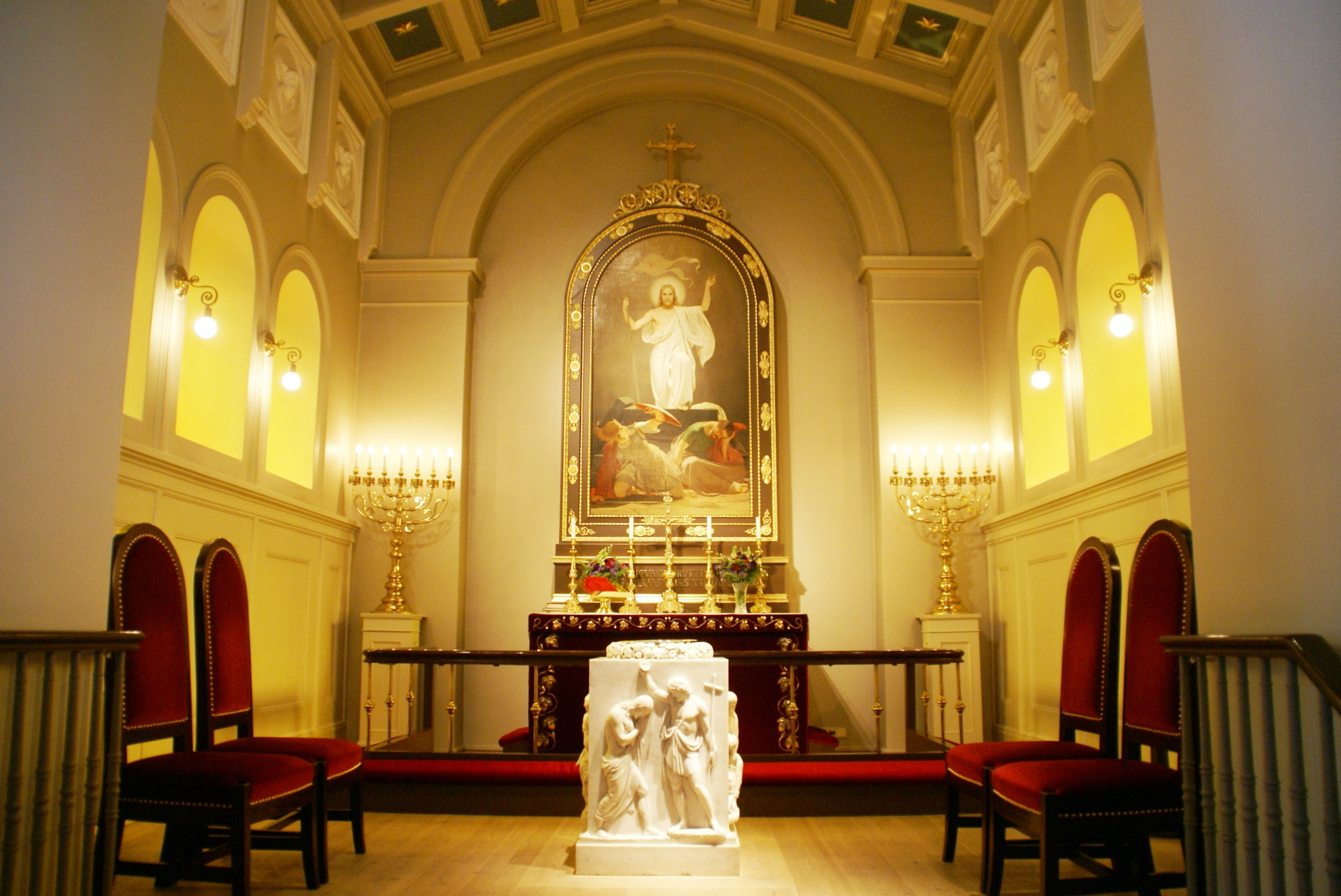
Der Altarraum
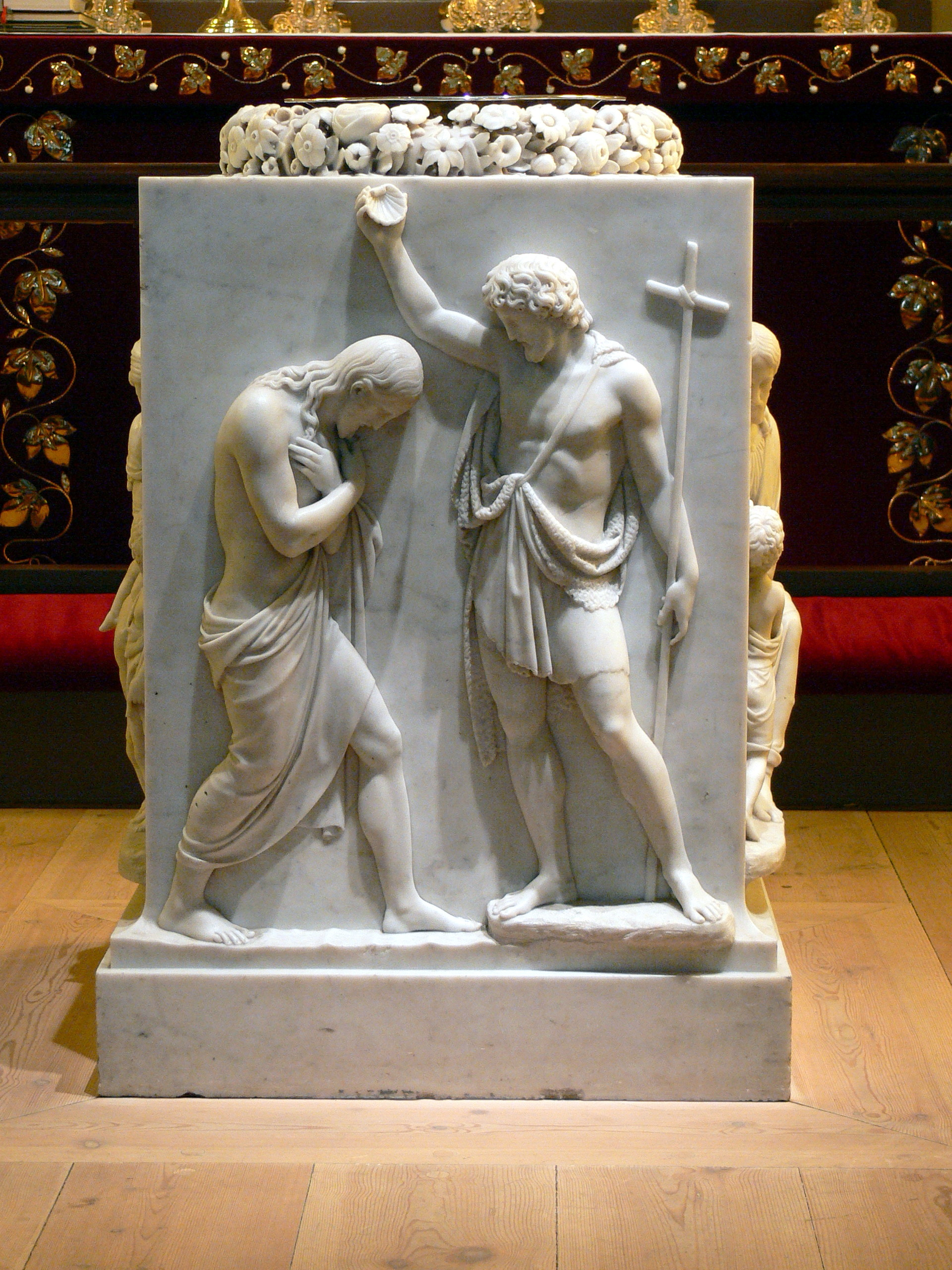
Der Taufstein
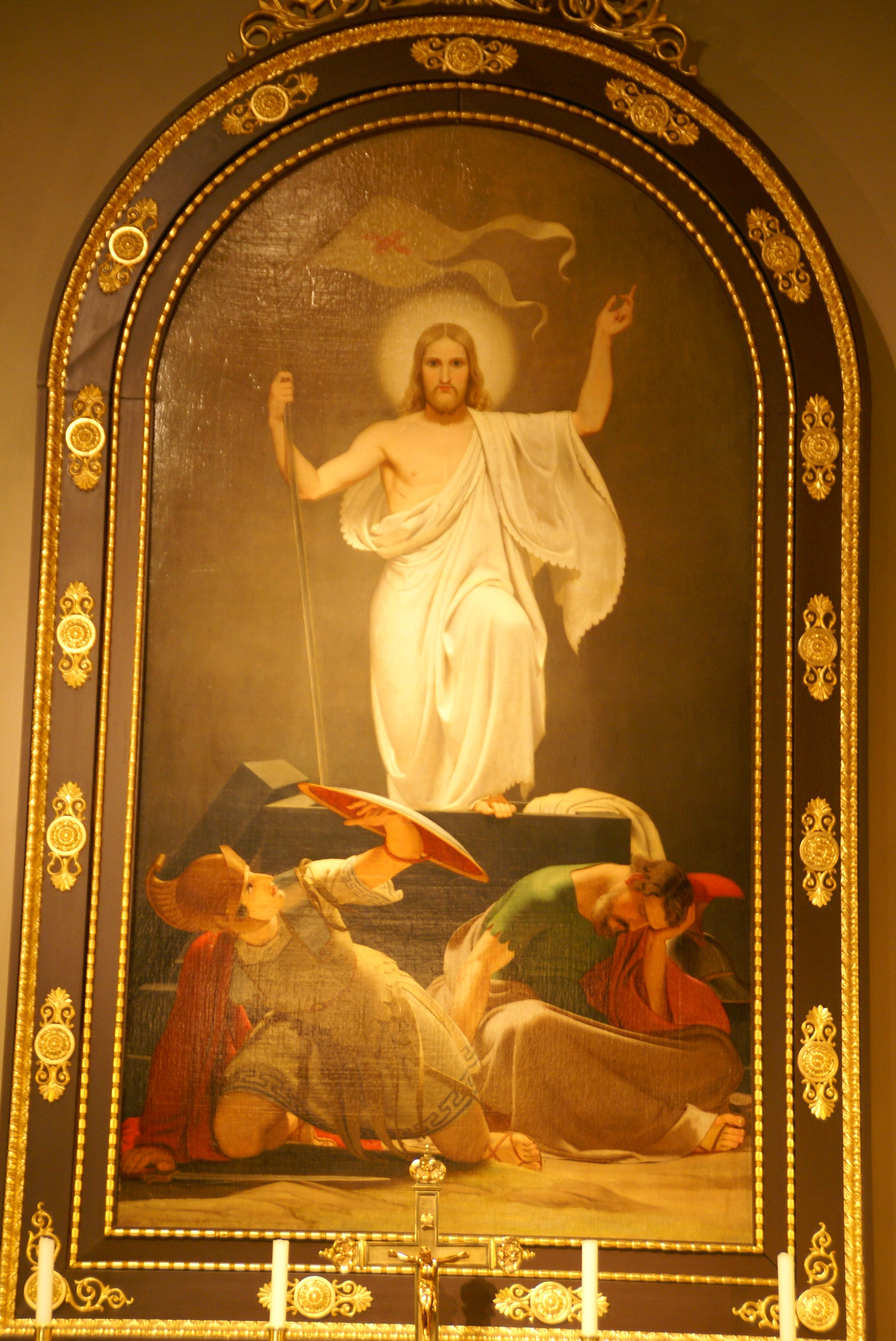
Das Altarbild
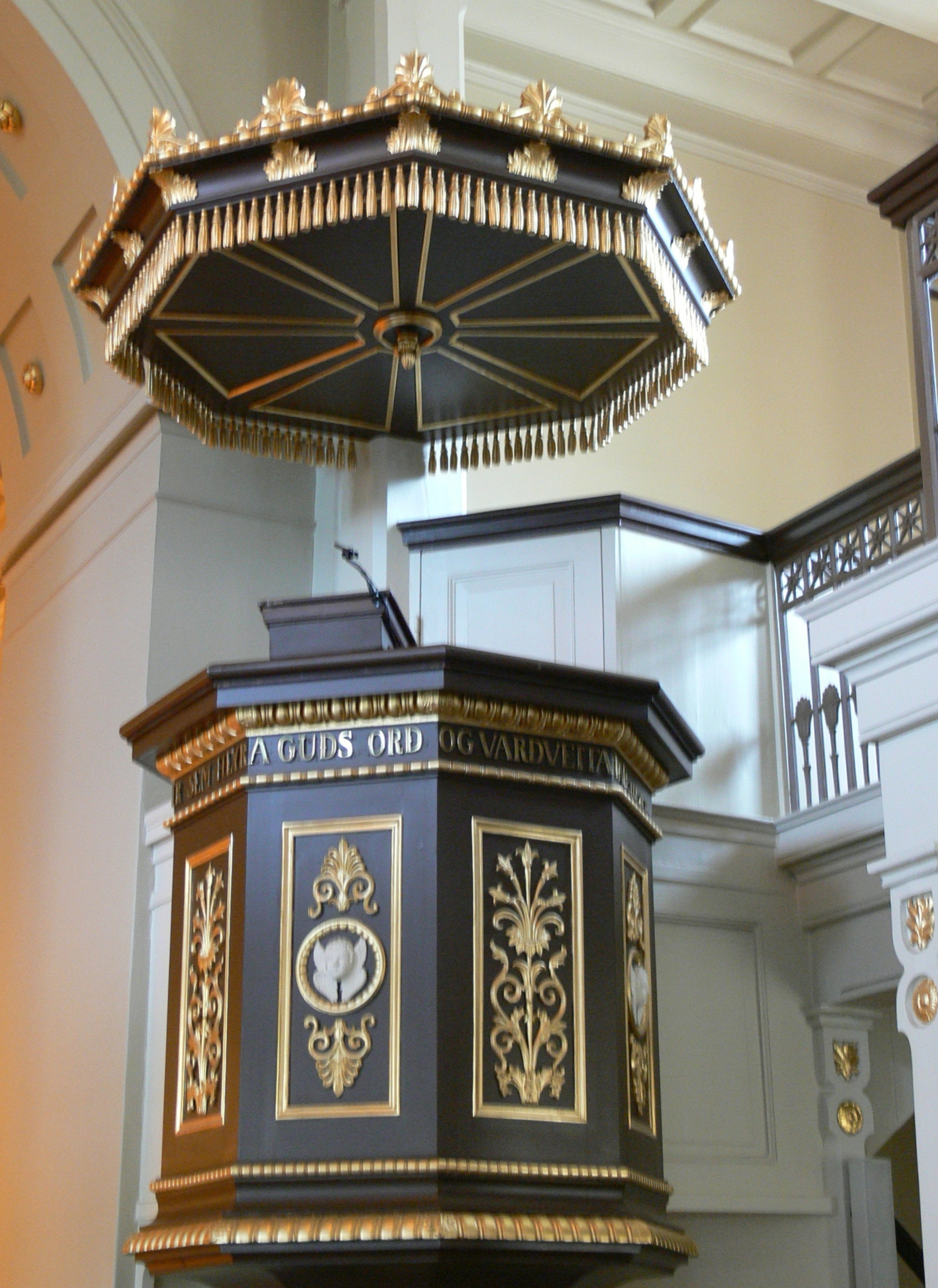
Die verzierte Kanzel